# Процес національної реорганізації
Процес національної реорганізації (ісп. Proceso de Reorganización Nacional, іноді просто el Proceso, «Процес») — назва, яку використовували його лідери для найменування військового уряду, який керував Аргентиною з 1976 до 1983 року. В Аргентині відомий просто як as la última junta militar (остання військова хунта) або la última dictadura (останній диктаторський режим).
Аргентинські військовики захопили владу в результаті перевороту у березні 1976 року, який усунув від влади прибічників нещодавно померлого президента Хуана Домінго Перона. Хунта продовжила «брудну війну». Після поразки у фолклендському конфлікті від Великої Британії у 1982 році почалось зростання громадянської опозиції, що змусило хунту зрештою відмовитись від влади у 1983 році.

## Президенти Аргентини у 1976—1983 роках
- Хорхе Рафаель Відела (29 березня 1976 — 29 березня 1981)
- Роберто Едуардо Віола (29 березня 1981 — 11 грудня 1981)
- Карлос Лакосте (11 грудня 1981 — 22 грудня 1981)
- Леопольдо Фортунато Галтьєрі (22 грудня 1981 — 18 червня 1982)
- Альфредо Сен-Жан (18 червня 1982 — 1 липня 1982)
- Рейнальдо Біньйоне (1 липня 1982 — 10 грудня 1983)